# درین (اورگن)
درین (به انگلیسی: Drain) شهری در شهرستان هود ریور ایالت اورگن است و در سرشماری سال ۲۰۱۱ میلادی، ۱٬۱۴۴ نفر جمعیت داشته که نسبت به سال ۲۰۱۰، ۰٫۳۵ درصد رشد جمعیت داشته‌است.